# Città della Pieve
Città della Pieve est une commune italienne d'environ 7 800 habitants, située dans la province de Pérouse, dans la région d'Ombrie, en Italie centrale. Elle est connue pour abriter le dôme de Città della Pieve.

## Géographie

### Hameaux
Outre le centre urbain de Città della Pieve, la commune couvre les frazioni de Moiano, Po Bandino et Ponticelli.

### Communes limitrophes
Les communes limitrophes sont Allerona, Castiglione del Lago, Cetona, Chiusi, Fabro, Monteleone d'Orvieto, Paciano, Piegaro et San Casciano dei Bagni.

## Histoire

### Archéologie
Le 28 novembre 2015, une tombe étrusque inviolée y est découverte.

### Œuvres à Città della Pieve du Pérugin
- Adoration des mages (1504) dans l'oratoire de Santa Maria dei Bianchi ;
- Baptême du Christ dans le duomo, la cathédrale dei Santi Gervasio e Protasio ;
- Madonna in Gloria e Santi Gervasio, Protasio, Pietro et Paolo dans la cathédrale Santi Gervasio e Protasio ;
- Déposition de la Croix dans l'église Santa Maria dei Servi ;
- S.Antonio Abate tra i SS. Marcello e Paolo Eremita dans l'église Saint-Pierre.

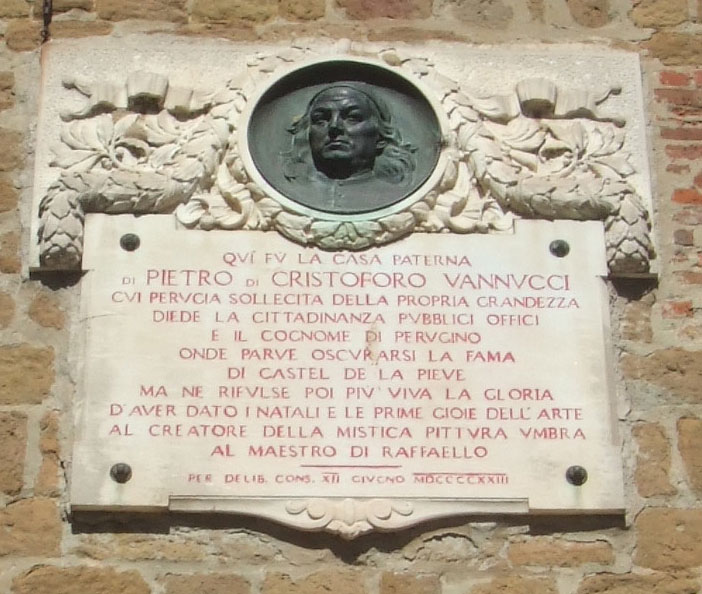
Plaque commémorative sur la maison natale du Pérugin.
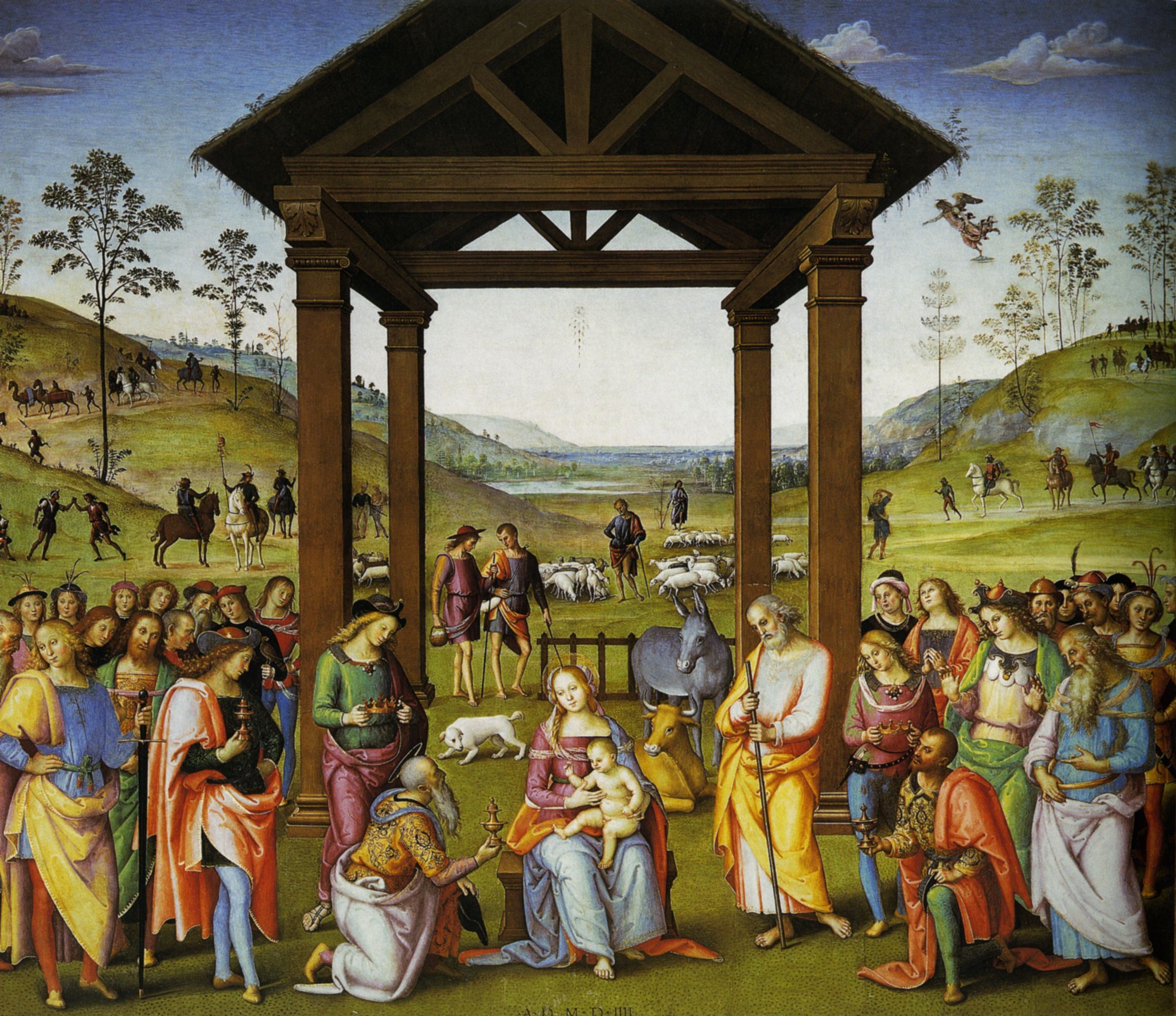
Adoration des mages.
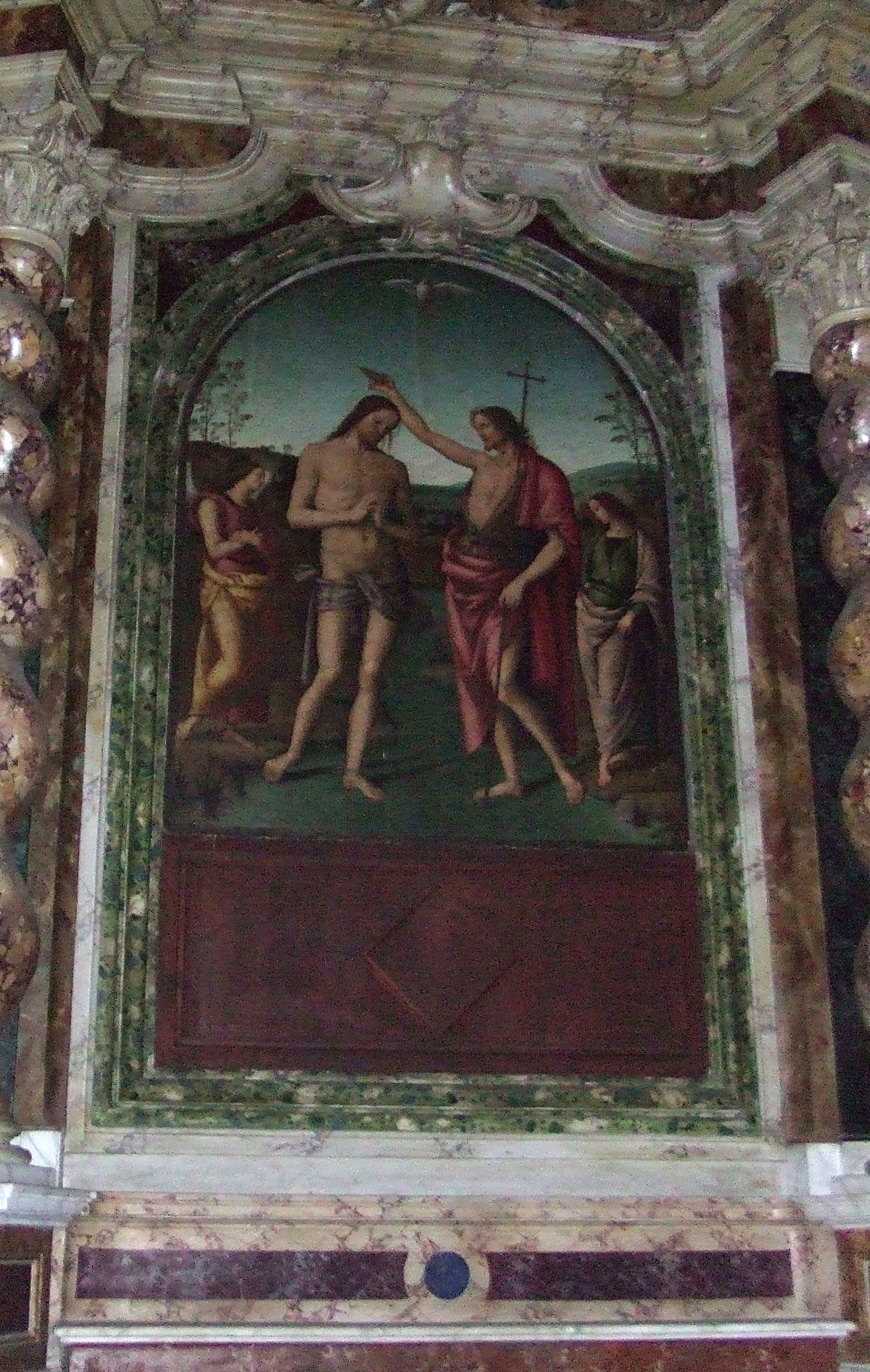
Baptême du Christ.

Autres œuvres également au Duomo :
- Sposalizio della Vergine, retable maladroitement repeint au  XVIIIe siècle et la  Gloria Angelica d'Antonio Circignani dit le Pomarancio ;
- Madonna in trono e i Santi Giovanni Evangelista, Giovanni Battista, Pietro marire et il beato Giacomo Villa de Giannicola di Paolo (1460-1544).

## Monuments et patrimoine
Parmi les monuments notables se trouvent :
- Cattedrale dei Santi Gervasio e Protasio ;
- Chiesa di Sant'Agostino ;
- Chiesa e Monastero di Santa Lucia, cloître des Clarisses fondé en 1252 ;
- Oratorio di Santa Maria dei Bianchi,
- Chiesa di San Francesco ;
- Palazzo dei Priori ;
- Palazzo Cartoni ;
- Palazzo della Corgna ;
- Palazzo Vescovile ;
- Casa Canestrelli ;
- Maison natale du Pérugin et plaque commémorative ;
- Rocca perugina.

## Fêtes et traditions
Le Palio dei Terzieri, fête populaire, se tient le 15 août et l'avant-dernier dimanche d'août.

## Administration
| Période      | Période     | Identité            | Étiquette       | Qualité |
| ------------ | ----------- | ------------------- | --------------- | ------- |
| 14 juin 1999 | 7 juin 2009 | Claudio Fallarino   | Liste civique   |         |
| 8 juin 2009  | 25 mai 2014 | Riccardo Manganello | Liste civique   |         |
| 26 mai 2014  | 27 mai 2019 | Fausto Scricciolo   | Parti démocrate |         |
| 28 mai 2019  | En cours    | Fausto Risini       | Liste civique   |         |

## Jumelages
Città della Pieve est jumelée avec les communes suivantes :
- Saint-Cyr-sur-Mer (France)
- Denzlingen (Allemagne)

## Personnalités liées à Città della Pieve
- Jacques de Città della Pieve (1260-1304) bienheureux du Tiers-Ordre des servites de Marie, né et mort à Città della Pieve.
- Le Perugin (1450-1523), peintre né à Città della Pieve.
- Diana Bacosi (née en 1983) tireuse sportive, spécialiste du skeet, née à Città della Pieve.